# Насва (станция)
Насва — остановочный пункт, бывшая железнодорожная станция Санкт-Петербург-Витебского отделения Октябрьской железной дороги. Расположена рядом с одноимённой деревней в Псковской области.
При станции сохранился хозяйственный комплекс из трех каменных валунных строений 1904 года постройки купца Захара Терентьева, разбогатевшего на продаже земли под строительство железной дороги.
Станция названа по реке Насве, течение которой оказалось разорвано мелиоративными работами: по каналу реку отвели в русло Смердели. До постройки железной дороги на территории нынешнего поселка Насва существовали села Мелехово, Петрищево и др.